# Edmond Jacobs
Edmond Jacobs, né le 14 octobre 1928 à Garnich et mort le 26 mars 2012 à Pétange, est un coureur cycliste luxembourgeois. Il est le frère de la championne cycliste Elsy Jacobs. En 1956, il a participé au Tour de France et en a été éliminé à la deuxième étape, après être arrivé hors délai.

## Palmarès
- 1955
  - 5eb étape de la Flèche du Sud
  - 2e du championnat du Luxembourg sur route amateurs

- 1956
  - Grand Prix Général Patton (Amateur)

- 1959
  - 3e de la Flèche du Sud

- 1960
  - 3e à la Flèche du Sud

- 1961
  - 3e à la Flèche du Sud

## Résultat sur le Tour de France
1 participation
- 1956 : hors délais (2e étape)